# Hanemaa
Hanemaa est une île d'Estonie.